# Hastulopsis whiteheadae
Hastulopsis whiteheadae é uma espécie de gastrópode do gênero Hastulopsis, pertencente a família Terebridae.